# Cot Mane (Ganda Pura)
Cot Mane is een bestuurslaag in het regentschap Bireuen van de provincie Atjeh, Indonesië. Cot Mane telt 511 inwoners (volkstelling 2010).